# К-159
К-159 — советская атомная подводная лодка проекта 627А «Кит», заводской № 289. Затонула 30 августа 2003 года при буксировке на утилизацию. Погибли 9 человек.

## История
Заложена 15 августа 1962 года на стапеле цеха № 42 Северного машиностроительного предприятия. Спущена на воду 6 июня 1963 года. С 11 июня по 20 августа 1963 года на лодке были проведены швартовные испытания оборудования и механизмов. Государственные испытания проходили с 11 сентября по 9 октября 1963 года. 9 октября 1963 года Государственная комиссия подписала акт о завершении государственных испытаний К-159.
Включена в состав Северного флота 4 ноября 1963 года, зачислена в состав 3-й дивизии подводных лодок с местом базирования в Западной Лице. Первым командиром К-159 был назначен капитан 2 ранга Синев Б. С.
В кампанию 1963 — 1966 годов К-159 совершила 2 автономных похода на боевую службу общей продолжительностью 74 суток. 2 марта 1965 года в море была обнаружена микротечь охлаждающих трубок конденсатора главного турбозубчатого агрегата левого борта, что привело к необходимости возвращения на базу. С 30 декабря 1966 года по 5 ноября 1968 года К-159 проходила текущий ремонт с заменой парогенераторов на судоремонтном заводе «Звёздочка».
В кампанию 1981 — 1984 годов К-159 была в 4 автономных походах на боевую службу общей продолжительностью 138 суток. В 1985 — 1988 годах лодка отрабатывала задачи боевой подготовки в море и на базе.
В 1989 году переклассифицирована из крейсерской в большую и далее называлась Б-159.
30 мая 1989 года К-159 была выведена из боевого состава ВМФ.
Всего с момента спуска на воду К-159 совершила 9 боевых служб, прошла 212618 морских миль за 25 364 ходовых часов.
С 1989 года по 2003 год лодка находилась в пункте временного хранения на плаву.
Затонула ночью 30 августа 2003 года вблизи острова Кильдин на глубине 170 метров (по другим данным — 248 м) во время буксировки из Гремихи для утилизации на судоремонтном заводе «Нерпа» в городе Снежногорск.
Погибло 9 человек. Командир экипажа Сергей Лаппа дал приказ подчинённым покинуть лодку, когда она пошла на дно, выйти успели всего трое. Юрий Жадан первым выпрыгнул из рубки. Предполагается, что он сильно ударился, тело было в гематомах. У Евгения Смирнова, покинувшего лодку вторым, в графе «причина смерти» значится «утопление», предполагается, что он погиб от переохлаждения: вода в Баренцевом море имела температуру не выше +2 °C, а он пробыл в ней 4 часа. Ст. лейтенант Максим Цибульский выбирался третьим, при его выходе лодка ушла у него из-под ног, в воде пробыл около часа, благодаря чему выжил. Позже Максим вспоминал, что, покидая лодку, он слышал, как ему кричал Роман Куринный: «Я сейчас, только документы возьму…» (согласно комментариям представителя флота в эфире телевидения Цибульский смог выжить благодаря своим запасам жировой ткани, которые позволили ему избежать смертельного переохлаждения). После аварии руководство страны и ВМФ говорило о необходимости подъёма лодки, но подъём осуществлён не был.
По итогам расследования гибели лодки с должности был снят командующий Северным флотом Геннадий Сучков.
В августе 2011 года Госкорпорация по атомной энергии «Росатом» снова подняла вопрос о возможном подъёме атомной субмарины, окончательное решение о подъёме должно было быть принято в 2012 году.
В сентябре 2014 года российские и норвежские учёные осмотрели К-159. С помощью телеуправляемого аппарата была сделана подводная видеосъемка, на которой видна субмарина, похороненная на дне Баренцева моря. Экспресс-анализ проб показал, что уровень радиации не превышен. По самым благоприятным прогнозам, в таком состоянии она может пролежать ещё 20 лет. Принимать решение о подъёме атомохода будут военные, которым принадлежит лодка. В августе 2020 года в СМИ появилась информация о том, что «Росатом» намерен поднять атомную субмарину К-159 со дна Баренцева моря.